# Улашань (станція)
Улашань (кит. 乌拉山站, пін. Wūlāshān Zhàn) — залізнична станція в КНР, розміщена на Баотоу-Ланьчжоуській залізниці між станціями Гунмяоцзи і Урад-Цяньці.
Розташована в однойменному селищі хошуну Урад – Передній стяг міського округу Баяннур (автономний район Внутрішня Монголія).